# Diclidophlebia dahli
Diclidophlebia dahli är en insektsart som först beskrevs av Rnbsaamen 1905.  Diclidophlebia dahli ingår i släktet Diclidophlebia och familjen rundbladloppor. Inga underarter finns listade i Catalogue of Life.